# Sclerocroton melanostictus
Sclerocroton melanostictus är en törelväxtart som först beskrevs av Henri Ernest Baillon, och fick sitt nu gällande namn av Robert C. Kruijt och Roebers. Sclerocroton melanostictus ingår i släktet Sclerocroton och familjen törelväxter.
Artens utbredningsområde är Madagaskar. Inga underarter finns listade i Catalogue of Life.